# Bom-ui waltz
Bom-ui waltz (hangeul: 봄의 왈츠, latinizzazione riveduta: Bom-ui walcheu, lett. Valzer di primavera; titolo internazionale Spring Waltz) è una serie televisiva sudcoreana trasmessa su KBS2 dal 6 marzo al 16 maggio 2006.

## Trama
Seo Eun-young vive una vita felice con la madre single su una bella isola al largo di Seul. Un giorno, la famiglia riceve una visita dall'amico Lee Jung-tae e suo figlio Soo-ho, che vogliono trasferirsi sull'isola. Quando Jung-tae apprende dal figlio dei soldi che la madre di Eun-young sta risparmiando per un'operazione chirurgica speciale, visto che Eun-young è malata, l'uomo li ruba e scappa. Incredula e disperata, la madre di Eun-young parte per Seul per cercare Jung-tae, ma viene investita da una macchina e muore. Eun-young si sente male e viene ricoverata. All'ospedale Soo-ho incontra una donna, Hyun Ji-sook, che lo scambia per il figlio defunto. Il marito chiede a Soo-ho di fingere di essere suo figlio Jae-ha finché la moglie non si sarà ripresa in cambio dei soldi per salvare la vita di Eun-young. Soo-ho accetta e, mentre parte per l'Austria con il nome Yoon Jae-ha, Eun-young viene operata e adottata dalla zia, cambiando il nome in Park Eun-young.
Quindici anni dopo, Eun-young arriva in Austria per un viaggio premio e incontra Song Yi-na, il pianista Jae-ha e il suo manager Phillip. Anche se Jae-ha si comporta freddamente con Eun-young, i due si sentono da subito attratti l'uno verso l'altra, specialmente Jae-ha perché lei gli ricorda il suo primo amore Seo Eun-young. In seguito, Jae-ha accetta di produrre un album per la casa discografica di Yi-na e torna in Corea, mentre Phillip, interessato a Eun-young, le offre un lavoro come autista di Jae-ha. Con il passare del tempo, Eun-young e Jae-ha s'innamorano e iniziano a uscire insieme. Nonostante i genitori gli abbiano detto che Seo Eun-young è morta, Jae-ha decide di investigare, scoprendo che Park Eun-young e Seo Eun-young sono la stessa persona; poco dopo, anche Eun-young capisce che Jae-ha è Soo-ho, il suo amore d'infanzia. Tempo dopo, la carriera di Jae-ha arriva alla fine perché una ferita gli paralizza i nervi della mano; lui, però, decide di tornare in Austria senza dire niente a Eun-young. Tuttavia, la ragazza scopre tutto da Yi-na, vola in Austria e incontra nuovamente Jae-ha. La coppia si sposa e compra casa sull'isola dove Soo-ho e Eun-young crebbero insieme.

## Personaggi
- Lee Soo-ho/Yoon Jae-ha, interpretato da Seo Do-young e Eun Won-jae (da giovane).
- Seo/Park Eun-young, interpretata da Han Hyo-joo e Han So-hee (da giovane).
- Phillip, interpretato da Daniel Henney.
- Song Yi-na, interpretata da Lee So-yeon.
- Hyun Ji-sook, interpretata da Geum Bo-ra.
- Yoon Myung-hoon, interpretato da Jung Dong-hwan.
- Jo Yang-soon, interpretata da Kim Hae-sook.
- Park Doo-shik, interpretato da Park Chil-yong.
- Park Sang-woo, interpretato da Choi Si-won.
- Hong Mi-jung, interpretata da Choi Ja-hye.
- Lee Jong-tae, interpretato da Lee Han-wi.
- Kim Hee-jin, interpretata da Park Hee-jin.
- Kim Bong-hee, interpretata da Kim Mi-kyung.
- Jo Hye-sun, interpretata da Yoon Yoo-sun.

## Ascolti
| Episodio | Data di trasmissione | A livello nazionale | Area metropolitana di Seul |
| -------- | -------------------- | ------------------- | -------------------------- |
| 1        | 6 marzo 2006         | 10,9%               | 10,9%                      |
| 2        | 7 marzo 2006         | 11,5%               | 10,8%                      |
| 3        | 13 marzo 2006        | 12,1%               | 13,6%                      |
| 4        | 14 marzo 2006        | 14,7%               | 14,9%                      |
| 5        | 20 marzo 2006        | 15,3%               | 16,8%                      |
| 6        | 21 marzo 2006        | 13,4%               | 13,6%                      |
| 7        | 27 marzo 2006        | 15,8%               | 16,4%                      |
| 8        | 28 marzo 2006        | 14,6%               | 15,3%                      |
| 9        | 3 aprile 2006        | 16,2%               | 16,8%                      |
| 10       | 4 aprile 2006        | 17,5%               | 17,9%                      |
| 11       | 10 aprile 2006       | 18,9%               | 19,6%                      |
| 12       | 11 aprile 2006       | 18,5%               | 19,1%                      |
| 13       | 24 aprile 2006       | 19,7%               | 20,4%                      |
| 14       | 25 aprile 2006       | 20,8%               | 23,4%                      |
| 15       | 1 maggio 2006        | 22,4%               | 25,6%                      |
| 16       | 2 maggio 2006        | 20,6%               | 22,4%                      |
| 17       | 8 maggio 2006        | 21,6%               | 22,3%                      |
| 18       | 9 maggio 2006        | 22,2%               | 23,6%                      |
| 19       | 15 maggio 2006       | 23,5%               | 24,6%                      |
| 20       | 16 maggio 2006       | 25,8%               | 27,2%                      |
| Media%   | Media%               | 17,8%               | 18,7%                      |

## Colonna sonora
1. Teardrop Waltz
2. One Love – Loveholic
3. Childhood
4. Cannonball – Damien Rice
5. Clementine – Lee Ji-soo
6. Flower – U-NA
7. Spring Waltz (봄의 왈츠)
8. Springtime of My Life (내 인생의 봄날) – S.Jin
9. A Sad Memory – Jang Se-yong
10. I Can Love Now (이젠 사랑할 수 있어요) – Yurisangja
11. Shadow Waltz – Jang Se-yong
12. Rainbow (무지개) – Bada
13. Song of Island – Lee Ji-soo
14. Guardian Angel (수호천사) – S.Jin
15. Flashback
16. A Song Calling to My Heart (마음으로 부르는 노래) – Myung In-hee
17. Tears for Remembrance

## Riconoscimenti
| Anno | Premio           | Categoria                               | Ricevente     | Risultato       |
| ---- | ---------------- | --------------------------------------- | ------------- | --------------- |
| 2006 | KBS Drama Awards | Premio alla massima eccellenza, attrice | Kim Hae-sook  | Candidato/a     |
| 2006 | KBS Drama Awards | Miglior attore di supporto              | Lee Han-wi    | Vincitore/trice |
| 2006 | KBS Drama Awards | Miglior nuova attrice                   | Han Hyo-joo   | Candidato/a     |
| 2006 | KBS Drama Awards | Miglior giovane attore                  | Eun Won-jae   | Candidato/a     |
| 2006 | KBS Drama Awards | Premio popolarità, attore               | Daniel Henney | Candidato/a     |

## Distribuzioni internazionali
| Paese      | Canale/i                | Prima TV                  | Titolo adottato                               |
| ---------- | ----------------------- | ------------------------- | --------------------------------------------- |
| Filippine  | ABS-CBN                 | 2007-2008                 |                                               |
| Hong Kong  | TVB                     | 14 gennaio-11 maggio 2007 | 春日華爾滋 (Valzer di primavera)              |
| Giappone   | NHK                     | 7 aprile-1 settembre 2007 | 春のワルツ (Valzer di primavera)              |
| Taiwan     | GTV                     | 4 aprile-29 aprile 2011   | 春之戀 (Amore primaverile)                    |
| Venezuela  | TVes                    |                           | El vals de primavera (Il valzer di primavera) |
| Perù       | Panamericana Televisión |                           | El vals de primavera (Il valzer di primavera) |
| Ecuador    | Ecuavisa                |                           | El vals de primavera (Il valzer di primavera) |
| Thailandia |                         |                           |                                               |
| Singapore  |                         |                           |                                               |
| Macao      |                         |                           |                                               |
| Brunei     |                         |                           |                                               |